# 葆森–侃德反应
葆森–侃德反应（英語：Pauson–Khand reaction，缩写为“PKR”），又称“PK型反应”，是炔烃、烯烃与一氧化碳之间发生的[2+2+1]环加成反应，一步生成α,β-环戊烯酮衍生物。
此反应最早的催化剂为八羰基二钴，但其他催化剂（如钼基催化剂、铁基催化剂和铱基催化剂）也可使用。
理论上反应可以有四种产物（如下图中的1-4），其中1和2为主要产物。
对于不对称的烯烃与炔烃来说反应的区域选择性不甚理想。这一缺点可以通过使用分子内烯炔底物得以弥补。

## 反应机理
一般认为反应分为两个阶段进行。第一阶段中，八羰基二钴失去两个羰基并与炔烃配位，生成六羰基二钴-炔烃配合物。这一步很容易进行。第二阶段则经过配合物上羰基解离、钴与烯烃配位，钴插入至烯烃中生成钴杂双环中间体，以及羰基插入、还原消除等步骤。其中，羰基解离和与烯烃配位是反应决速步，一般需要较高温度和外加试剂的促进才能完成。

## 历史
- 1973年由 Pauson 和 Khand 发现并首次报道。
- 1981年 Schore 等报道了分子内的 Pauson-Khand 反应，避开了反应区域选择性的问题，使反应实用性大大提高。
- 1990年 Schreiber 和 Jeong 小组发现一些氧化胺类，如NMO和TMANO能明显促进反应的进行，使反应温度降至室温，反应时间缩短，产率增加。
- 此反应是合成环戊烯酮环系最有效的方法之一。

## 变体
- 以威尔金森催化剂与三氟甲磺酸银（共催化剂）催化：[3]

- 以六羰基钼作一氧化碳源，与分子内炔基累积二烯在二甲亚砜存在下在甲苯溶剂中进行反应：[4]

- 从环丁二烯-三羰基铁配合物被硝酸铈铵（CAN）氧化解配在反应原位产生活泼的环丁二烯衍生物，作为[2+2+1]环加成的底物：[5]